# Le Village des secrets
Le Village des secrets (Lynč, Mord im Böhmerwald) est une mini-série télévisée tchèque, créée par Harold Apter et diffusée sur Česká televize en 2018 et sur Arte en 2019,.

## Synopsis
Un documentariste, Lukáš, revient dans le village de son enfance pour enquêter sur le meurtre par lynchage d'un jeune Rom, Denis.

## Fiche technique
- Scénario :
- Réalisation : Jan Bartek, Klára Jůzová, Harold Apter
- Photographie : Tomáš Juríček et Šimon Todorov
- Montage :
- Musique :
- Costumes :
- Décors :
- Production : Harold Apter
- Durée :
- Dates de diffusion : 
  - 22 octobre 2018 sur Česká televize
  - 1er août 2019 sur Arte

## Distribution
- Matěj Andel : Lukáš Žemlička
- Marcel Bendig : Tomáš Janeček
- Janek Gregor : Pavel Stránský
- Jiří Roskot : Jiří Kovác
- Zuzana Stivínová : Magda Stránská
- Stepánka Fingerhutová : Helena Svobodová
- Pavel Kříž : Vladimír Svoboda
- Barbora Kodetová : Alena Svobodová
- Pavel Černý : Honzík Svoboda
- Jiří Dvořák : Stanislav Jokl
- Jan Cina : Denis Janeček

## Épisodes
1. Bienvenue à Buchnov
2. Irrespect
3. Volonté divine
4. La famille avant tout
5. Le fils de mon père
6. Souillure
7. Liquidation du stock
8. La Vérité